# Dryopteris graeca
Dryopteris graeca är en träjonväxtart som beskrevs av Fraser-jenk. och Gibby. Dryopteris graeca ingår i släktet Dryopteris och familjen Dryopteridaceae. Inga underarter finns listade.